# Bupleurum salicifolium
Bupleurum salicifolium är en flockblommig växtart som beskrevs av Robert Brown. Bupleurum salicifolium ingår i släktet harörter, och familjen flockblommiga växter.

## Underarter
Arten delas in i följande underarter:
- B. s. aciphyllum
- B. s. robustum
- B. s. robustum

## Bildgalleri

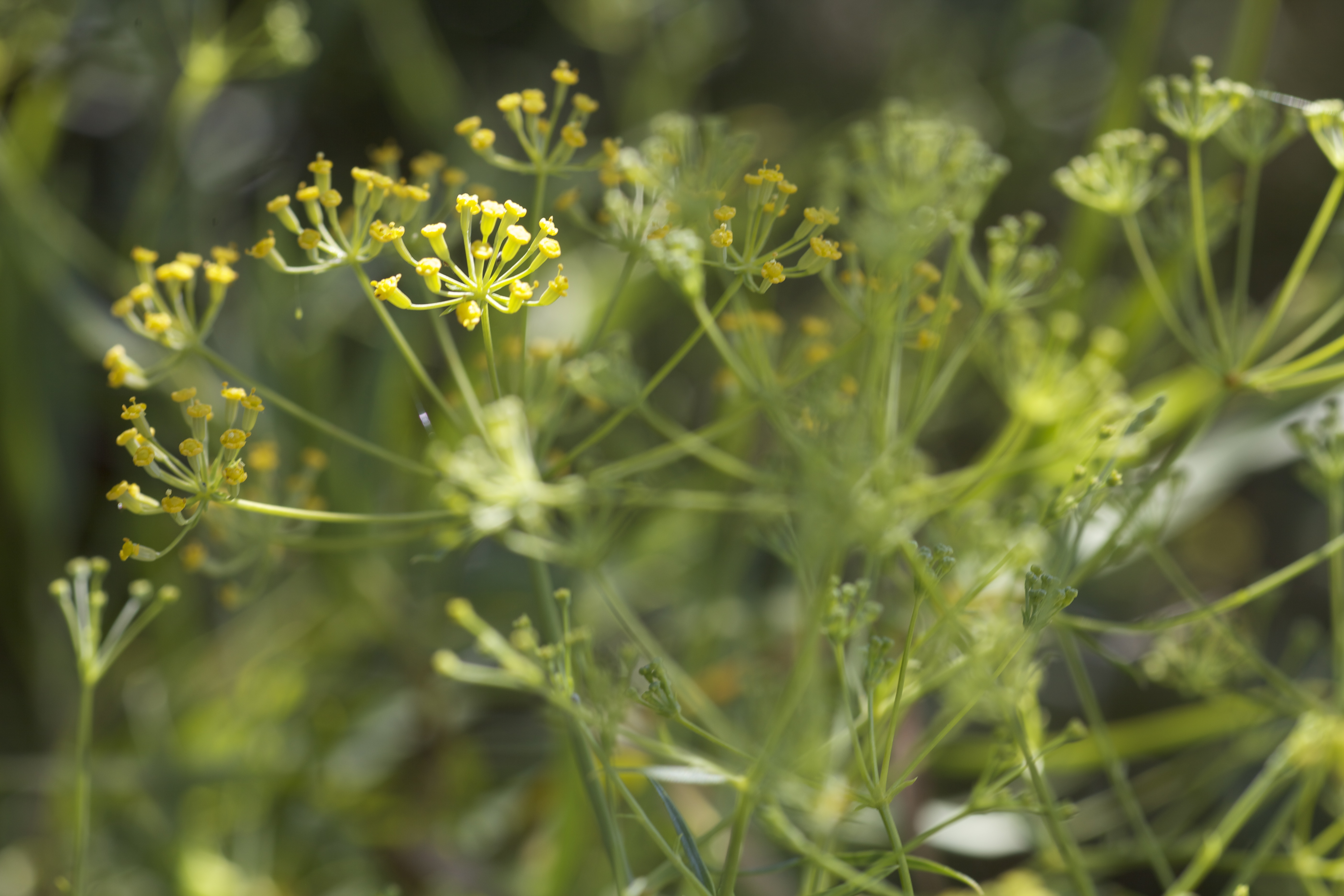
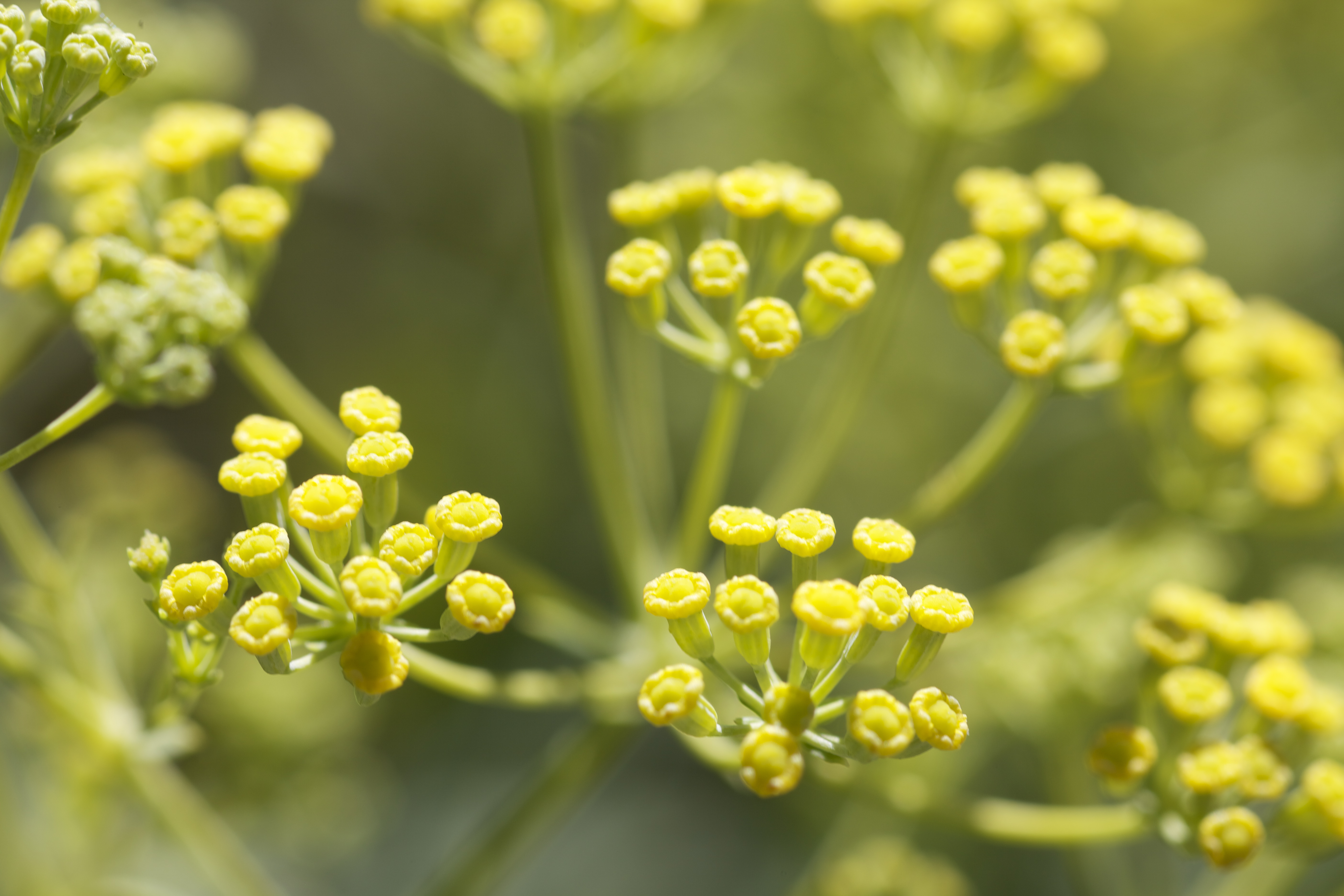
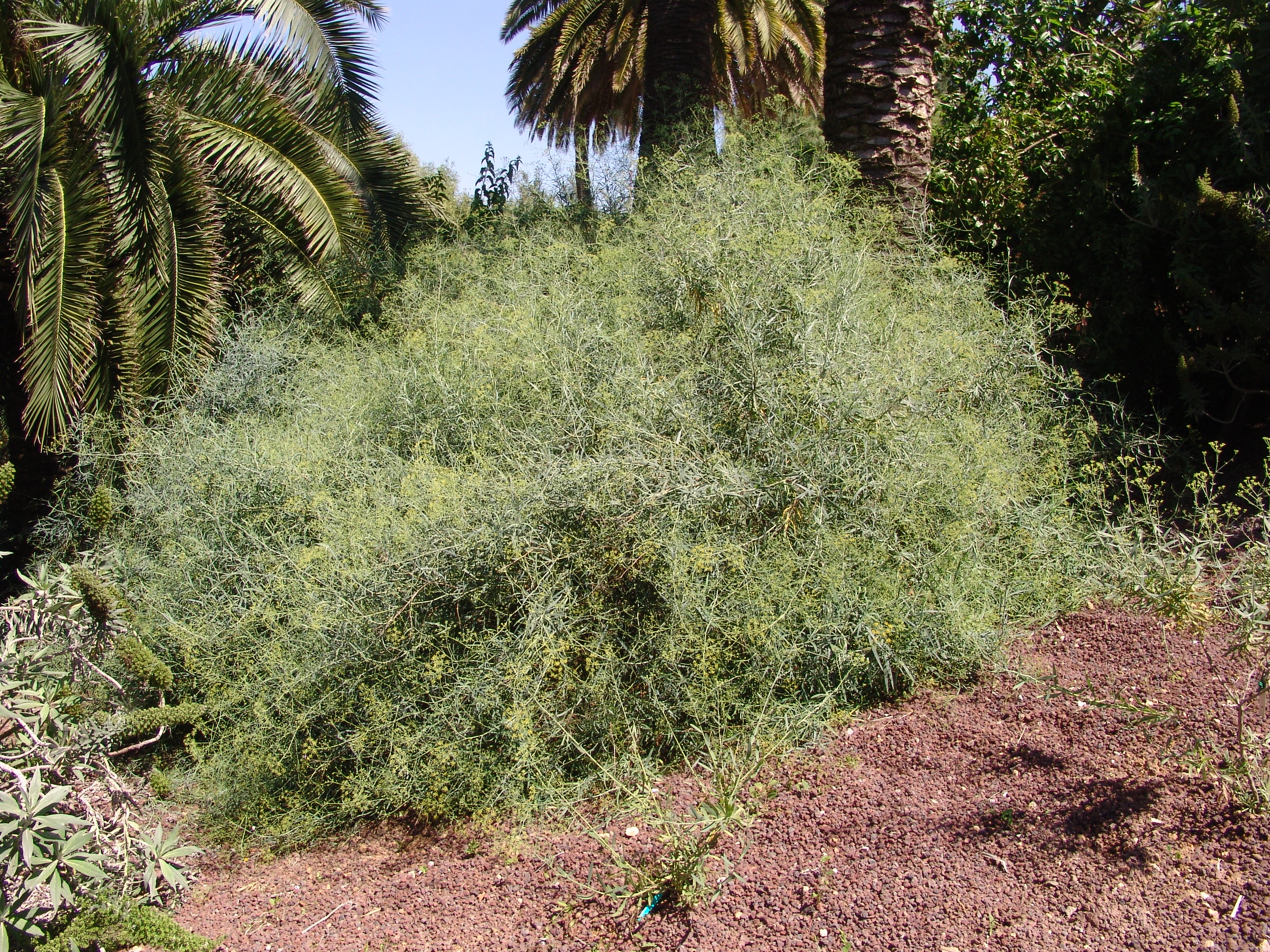